# Nekrolog 1824
Nekrolog
◄◄
| ◄
| 1820
| 1821
| 1822
| 1823
| 1824 | 1825 | 1826 | 1827 | 1828 | ► | ►►
Weitere Ereignisse | Allgemeiner Nekrolog 1824
Die Beschreibung der verstorbenen Person sollte so kurz wie möglich gehalten sein und nur deren signifikante Tätigkeit(en) enthalten.
Neue Namen ggf. auch unter dem Geburts- und Sterbedatum, also etwa unter 1. Januar und im Geburts- und Sterbejahr (2024) eintragen (nur bei entsprechender großer Wichtigkeit). Für Beispiele siehe die schon vorhandenen Artikel.
Außerdem über die fünf zuletzt Verstorbenen, zu denen es einen ausreichend guten Artikel für eine Präsentation auf der Hauptseite gibt, nach der todesbedingten Überarbeitung der Artikel ggf. auch unter Wikipedia Diskussion:Hauptseite informieren und sie am besten auch in den anderen Wikipedia-Sprachversionen eintragen. Tipp: Regelmäßig bei news.google.de nach „ist tot“, „gestorben“ oder „verstorben“ suchen.
Wenn eine Person gestorben ist, gibt es viele Seiten zu dieser Person in der Wikipedia, die davon auch betroffen sind und entsprechend aktualisiert werden müssen. Beispiele: Namenübersichtsseite, Geburtsjahr, Geburtsort-Seiten und viele mehr.
Wie finde ich die betroffenen Seiten?
Im Suchfeld auf der linken Seite gibt man den Suchbegriff so ein: „Vorname Nachname“. Dann klickt man auf Volltext und alle Seiten mit entsprechendem Suchtext werden aufgerufen. Hier sieht man dann schnell, wo auch das Todesjahr Sinn macht oder sogar ein Teil des Artikels angepasst werden muss. Auch hilft das „Werkzeug“ auf der linken Seite sehr gut, um solche Seiten aufzufinden: „Links auf diese Seite“. Somit ist die Wikipedia wieder aktuell in allen Bereichen! Hinweis: bei Eintragung der Kategorie „Gestorben JAHR“ wird der Missbrauchsfilter 49 ausgelöst, was jedoch nicht schlimm ist. Siehe: Spezial:Missbrauchsfilter/49
Dies ist eine Liste von im Jahr 1824 verstorbenen bekannten Persönlichkeiten. Die Einträge erfolgen innerhalb der einzelnen Daten alphabetisch sortiert. Tiere sind im Nekrolog für Tiere zu finden.

## Januar
| Tag        | Name                                          | Beruf, bekannt als | Alter | Beleg |
| ---------- | --------------------------------------------- | --- | ----- | ----- |
| 1. Januar  | Joan Peter Delhoven                           | deutscher Landwirt, Küster und Handelsmann                                                                              | 57    |       |
| 1. Januar  | Vinzenz Maria Strambi                         | italienischer Passionist und Bischof von Macerata-Tolentino                                                             | 79    |       |
| 3. Januar  | Ludwig Dankegott Cramer                       | deutscher Geistlicher und Hochschullehrer                                                                               | 32    |       |
| 5. Januar  | Joseph Liboschitz                             | russischer Arzt und Naturforscher                                                                                       |       |       |
| 7. Januar  | Johann David Naumann                          | preußischer Jurist | 48    |       |
| 8. Januar  | Josepha Duschek                               | Opernsängerin (Sopran)                                                                                                  | 69    |       |
| 8. Januar  | Klamer Eberhard Karl Schmidt                  | deutscher Dichter | 77    |       |
| 10. Januar | Thomas Edward Bowdich                         | britischer Abenteurer, Autor und Zoologe                                                                                | 32    |       |
| 10. Januar | Viktor Emanuel I.                             | König von Sardinien und Herzog von Savoyen                                                                              | 64    |       |
| 11. Januar | Carl Ernst Eberhard Benda                     | deutscher Schauspieler                                                                                                  | 59    |       |
| 11. Januar | Aron Elias Seligmann                          | Hoffaktor | 76    |       |
| 12. Januar | James Butcher                                 | US-amerikanischer Politiker                                                                                             |       |       |
| 12. Januar | Friedrich Nietner                             | Königlicher Hofgärtner                                                                                                  | 57    |       |
| 12. Januar | Heinrich Ziegenbein                           | deutscher Pädagoge und evangelischer Geistlicher                                                                        | 57    |       |
| 13. Januar | Abraham Schaaffhausen                         | Kölner Bankier | 67    |       |
| 14. Januar | Johann Carl Friedrich Witting                 | deutscher Theologe und Autor                                                                                            | 63    |       |
| 15. Januar | James Turner                                  | Gouverneur von North Carolina                                                                                           | 57    |       |
| 17. Januar | Hidde Dirks Kat                               | niederländischer Kapitän                                                                                                | 76    |       |
| 17. Januar | Friedrich August Wilhelm Spohn                | deutscher Philologe und Hochschullehrer                                                                                 | 31    |       |
| 18. Januar | Johann Georg Friedrich von Friesen            | deutscher Rittergutsbesitzer, Oberkammerherr, Geheimer Rat und Oberaufseher der Dresdner Kunstsammlungen und Bibliothek | 66    |       |
| 19. Januar | Ferdinand Geminian Wanker                     | deutscher Moraltheologe                                                                                                 | 65    |       |
| 20. Januar | Philippe François Maurice d’Albignac          | französischer Militär                                                                                                   | 48    |       |
| 21. Januar | Osei Bonsu                                    | Asantehene (Herrscher) des Königreichs Aschanti                                                                         |       |       |
| 21. Januar | Nicolaus Sander                               | deutscher evangelischer Geistlicher                                                                                     | 73    |       |
| 22. Januar | Rochus Franz Ignaz Egedacher                  | Salzburger Orgelbauer, Priester, Musiker                                                                                | 74    |       |
| 22. Januar | Friedrich Ludwig von Moltke                   | holsteinischer Adliger und letzter Domdechant des Hochstifts Lübeck                                                     | 78    |       |
| 22. Januar | James Schureman                               | US-amerikanischer Politiker                                                                                             | 67    |       |
| 24. Januar | Georg Wilhelm Friedrich Beneken               | deutscher Prediger | 59    |       |
| 24. Januar | Ercole Consalvi                               | italienischer Kardinal                                                                                                  | 66    |       |
| 25. Januar | Johann Matthaeus Tesdorpf                     | Bürgermeister in Lübeck                                                                                                 | 74    |       |
| 26. Januar | Théodore Géricault                            | französischer Maler | 32    |       |
| 28. Januar | Johann von Türckheim                          | deutscher Diplomat und Genealoge                                                                                        | 74    |       |
| 29. Januar | Edzard Moritz zu Innhausen und Knyphausen     | Präsident der ostfriesischen Landschaft, erster Graf von Knyphausen                                                     | 75    |       |
| 29. Januar | Joachim Nettelbeck                            | deutscher Seemann, „Retter Kolbergs“, Autobiograph                                                                      | 85    |       |
| 29. Januar | Luise zu Stolberg-Gedern                      | deutsche Ehefrau des jakobitischen Thronprätendenten Charles Edward Stuart                                              | 71    |       |
| 29. Januar | Joseph von Stubenberg                         | Fürstbischof von Eichstätt und Erzbischof von Bamberg                                                                   | 83    |       |
| 30. Januar | Jean-Guillaume Fyard de Gevigney et de Mercey | französischer Bataillonskommandant                                                                                      | 38    |       |
| 31. Januar | Johann Samuel von Gruner                      | Schweizer Geologe und Begründer der Wehrgeologie                                                                        | 57    |       |
| 31. Januar | August Dietrich Marschall                     | deutscher Erbmarschall in Thüringen, Freimaurer und Illuminat                                                           | 73    |       |

## Februar
| Tag         | Name                                        | Beruf, bekannt als                                                                               | Alter | Beleg |
| ----------- | ------------------------------------------- | ------------------------------------------------------------------------------------------------ | ----- | ----- |
| 1. Februar  | John Lemprière                              | englischer Lexikograph, Geistlicher und College-Direktor                                         |       |       |
| 1. Februar  | Maria Theresia Paradis                      | österreichische Komponistin, Pianistin und Sängerin                                              | 64    |       |
| 1. Februar  | Johann Christoph Heinrich von Seydewitz     | deutscher Offizier in dänischen Diensten und mecklenburgischer Hofbaumeister                     |       |       |
| 4. Februar  | Nikolaus Kasche                             | österreichischer Zisterzienser und Abt                                                           | 69    |       |
| 5. Februar  | Heinrich Callisen                           | deutsch-dänischer (holsteinischer) Chirurg und Hochschullehrer                                   | 83    |       |
| 7. Februar  | Pierre Quantin                              | französischer Divisionsgeneral der Infanterie                                                    | 64    |       |
| 8. Februar  | Rhijnvis Feith                              | niederländischer Dichter                                                                         | 71    |       |
| 9. Februar  | Johann Niklas Bandelin                      | deutscher Pädagoge und Dichter                                                                   | 82    |       |
| 9. Februar  | Anna Katharina Emmerick                     | Ordensschwester, Mystikerin                                                                      | 49    |       |
| 10. Februar | Ernst Ludwig Lichtenhahn                    | Schweizer Politiker und eidgenössischer Generalstaboberst                                        | 53    |       |
| 11. Februar | Christian Gottlob Hempel                    | deutscher Schriftsteller                                                                         | 75    |       |
| 11. Februar | Karl August Friedrich von Normann-Ehrenfels | württembergischer Kammerherr und Oberforstmeister                                                | 41    |       |
| 12. Februar | Charles Rupied                              | Kaufmann, Kommunalpolitiker, Bürgermeister                                                       | 61    |       |
| 13. Februar | Pierre Louis Guinand                        | Schweizer Glasschmelzer und Erfinder                                                             | 75    |       |
| 13. Februar | Joseph von Semlin                           | österreichischer Offizier, angeblich früher persischer Erbprinz (präsumptiver Kaiser) von Indien |       |       |
| 14. Februar | Jens Christian Svabo                        | erster Gelehrter, der sich mit der färöischen Sprache beschäftigte                               |       |       |
| 15. Februar | William Fleming                             | US-amerikanischer Jurist und Politiker                                                           | 87    |       |
| 16. Februar | Johann Wolf                                 | deutscher Pädagoge und Ornithologe                                                               | 58    |       |
| 19. Februar | Josef Haarbeintner                          | Landshuter Bürgermeister                                                                         |       |       |
| 20. Februar | Christian Friedrich Bolley                  | württembergischer Oberamtmann                                                                    | 60    |       |
| 20. Februar | Bogislav Friedrich Emanuel von Tauentzien   | preußischer General der Infanterie                                                               | 63    |       |
| 21. Februar | Eugène de Beauharnais                       | Stiefsohn Napoleons, Sohn der Joséphine de Beauharnais, General, Herzog                          | 42    |       |
| 22. Februar | Carl Ferdinand Suadicani                    | deutscher Mediziner                                                                              | 70    |       |
| 23. Februar | Blasius Merrem                              | Zoologe                                                                                          | 63    |       |
| 24. Februar | Albemarle Bertie                            | britischer Befehlshaber während des Mauritiusfeldzuges                                           | 69    |       |
| 25. Februar | Johann Ernst Bergmann                       | deutscher lutherischer Pfarrer                                                                   | 69    |       |
| 25. Februar | Ernst Gottlob Köstlin                       | deutscher lutherischer Theologe                                                                  | 43    |       |
| 29. Februar | William Lee Ball                            | US-amerikanischer Politiker                                                                      | 43    |       |

## März
| Tag      | Name                                   | Beruf, bekannt als                                                                            | Alter | Beleg |
| -------- | -------------------------------------- | --------------------------------------------------------------------------------------------- | ----- | ----- |
| 1. März  | Philipp Heinrich Bürgy                 | deutscher Orgelbauer                                                                          | 64    |       |
| 2. März  | Susanna Rowson                         | US-amerikanische Schriftstellerin und Schauspielerin                                          |       |       |
| 3. März  | Giovanni Battista Viotti               | italienischer Violinist und Komponist der Klassik                                             | 68    |       |
| 5. März  | Franz Anton Schubert                   | deutscher Kirchenkomponist                                                                    | 55    |       |
| 7. März  | Ludwig Wilhelm Gilbert                 | deutscher Physiker, Hochschullehrer                                                           | 54    |       |
| 8. März  | Jean-Jacques Régis de Cambacérès       | französischer Jurist und Staatsmann                                                           | 70    |       |
| 8. März  | Wilhelm Anton Ficker                   | deutscher Mediziner                                                                           | 55    |       |
| 8. März  | Christian August Günther               | deutscher Maler, Zeichner und Kupferstecher                                                   | 63    |       |
| 9. März  | Jean-Charles de Coucy                  | französischer Geistlicher, Bischof von La Rochelle und Erzbischof von Reims                   | 77    |       |
| 10. März | Diedrich Hermann Biederstedt           | deutscher Theologe, königlich-schwedischer Konsistorialrat und Historiker                     | 61    |       |
| 10. März | Louise-Adélaïde de Bourbon-Condé       | französische Prinzessin und benediktinische Klostergründerin                                  | 66    |       |
| 12. März | Karl Klein                             | deutscher katholischer Priester, Seminarregens, Prediger, Autor und Publizist                 | 54    |       |
| 13. März | Carsten Anker                          | norwegischer Kaufmann und Politiker                                                           | 76    |       |
| 13. März | Sophia Lee                             | englische Schriftstellerin                                                                    | 73    |       |
| 13. März | Maria Luisa von Spanien                | Königin von Etrurien und Regentin für ihren unmündigen Sohn                                   | 41    |       |
| 14. März | Antoinette von Sachsen-Coburg-Saalfeld | Stammmutter des heute katholischen Hauses Württemberg                                         | 44    |       |
| 14. März | Christian Gottlieb Haubold             | deutscher Jurist                                                                              | 57    |       |
| 15. März | Carl Poppo Fröbel                      | deutscher Pädagoge und Buchdrucker                                                            | 37    |       |
| 16. März | Henry Smart                            | englischer Geiger, Bratschist und Komponist                                                   |       |       |
| 17. März | Johann Melchior Möller                 | deutscher evangelischer Geistlicher                                                           | 63    |       |
| 18. März | Johann Ignaz Palliardi                 | tschechischer Baumeister italienischer Herkunft                                               | 86    |       |
| 18. März | Ferdinand Franz Wallraf                | deutscher Botaniker, Mathematiker, Theologe, Priester und Kunstsammler                        | 75    |       |
| 18. März | Caspar Wilhelm Philipp von Zastrow     | sächsischer Generalleutnant, Kommandant der Festung Königstein, Chef eines Kürassierregiments |       |       |
| 19. März | Peter Joseph du Plat                   | königlich hannoverscher Generalleutnant                                                       | 63    |       |
| 22. März | Johann Melchior Dreyer                 | deutscher Komponist                                                                           | 76    |       |
| 24. März | Urs Jakob Tschan                       | Schweizer Jesuit und Luftfahrtpionier                                                         | 64    |       |
| 26. März | Ludwig von Liebenstein                 | badischer Landtagsabgeordneter                                                                | 42    |       |
| 27. März | Louis-Marie de La Révellière-Lépeaux   | französischer Politiker und Mitglied des Direktoriums                                         | 70    |       |
| 27. März | Johann Ulrich Sauter                   | Schweizer Politiker                                                                           | 71    |       |
| 28. März | Ernst August Anton von Göchhausen      | deutscher Schriftsteller                                                                      | 83    |       |
| 29. März | Hans Nielsen Hauge                     | norwegischer Laienprediger                                                                    | 52    |       |
| 30. März | Elizabeth Hervey                       | englische Adlige                                                                              |       |       |
| 30. März | Per Ulrik Kernell                      | schwedischer Schriftsteller der Romantik                                                      | 26    |       |
| März     | Joseph Lebourgeois                     | französischer Komponist                                                                       | 22    |       |

## April
| Tag       | Name                                 | Beruf, bekannt als                                                           | Alter | Beleg |
| --------- | ------------------------------------ | ---------------------------------------------------------------------------- | ----- | ----- |
| 1. April  | Johann Heinrich Geymüller            | Schweizer Bankier                                                            | 69    |       |
| 3. April  | Friedrich von Scheibler              | deutscher Tuchfabrikant                                                      | 47    |       |
| 4. April  | Peter Wilhelm von Carnap             | deutscher Kaufmann, Stadtrichter und Bürgermeister                           | 72    |       |
| 4. April  | Michael Friedländer                  | deutscher Mediziner                                                          |       |       |
| 4. April  | Alexander Henry                      | Pelzhändler, Unternehmer                                                     | 84    |       |
| 5. April  | Joseph von Frank                     | deutscher Gutsbesitzer und Politiker                                         | 50    |       |
| 6. April  | George Thatcher                      | US-amerikanischer Jurist und Politiker                                       | 69    |       |
| 6. April  | Carl Franz van der Velde             | deutscher Stadtrichter und Autor von historischen Romanen                    | 44    |       |
| 8. April  | Johann Nepomuk von Chotek            | böhmischer Adliger und Kunstmäzen                                            | 51    |       |
| 10. April | Jean Baptiste Drouet                 | französischer Revolutionär, Postmeister von Sainte-Menehould                 | 61    |       |
| 10. April | Carl Adolf Hübner                    | deutscher Stadtschreiber und Kanzleidirektor                                 | 84    |       |
| 11. April | António de Morais Silva              | brasilianischer Romanist, Lusitanist, Grammatiker und Lexikograf             | 68    |       |
| 12. April | Christian Gottlieb Kluge der Jüngere | deutscher evangelischer Theologe und Pädagoge                                | 81    |       |
| 12. April | Franz Merkel                         | Landtagsabgeordneter Großherzogtum Hessen                                    | 70    |       |
| 12. April | Balthasar Wilhelm Stengel            | deutscher Architekt und Baumeister                                           | 75    |       |
| 15. April | Theodorus Frederik van Capellen      | holländischer Seeoffizier                                                    | 61    |       |
| 15. April | Ignaz Speckle                        | letzte Abt der Benediktiner Reichsabtei St. Peter auf dem Schwarzwald        | 69    |       |
| 16. April | Friedrich von Löwis of Menar         | russischer Generalleutnant, Landespolitiker                                  | 56    |       |
| 18. April | Ludwig Polstorf                      | Calenberger Prediger                                                         | 48    |       |
| 18. April | Hebelius Potter                      | friesischer Prediger und Reiseautor                                          |       |       |
| 19. April | George Gordon Byron                  | britischer Dichter                                                           | 36    |       |
| 19. April | Johannes Aloysius Martyni-Laguna     | deutscher Privatgelehrter                                                    | 69    |       |
| 23. April | Richard Payne Knight                 | britischer Kunstkenner, Sammler und Amateurarchäologe                        | 74    |       |
| 24. April | Pierre-Claude Boiste                 | französischer Romanist und Lexikograf                                        |       |       |
| 24. April | Georg von Stengel                    | deutscher Beamter                                                            | 48    |       |
| 26. April | Joseph von Csekonics                 | österreichischer Generalmajor und Begründer der österreichischen Pferdezucht | 67    |       |
| 20. April | Catharina Dóll-Egges                 | niederländische Verlegerin und Buchhändlerin                                 |       |       |
| 28. April | Johann Caspar Lindenberg             | Lübecker Bürgermeister                                                       | 83    |       |
| 28. April | Friedrich Ludwig zu Wied-Runkel      | Fürst zu Wied-Runkel und Neuerburg, kaiserlicher General                     | 54    |       |
| 29. April | Nikolaus Lauer                       | deutscher Porträtmaler                                                       | 70    |       |
| 29. April | Georg Ignaz Weikard                  | deutscher Amtsvogt und Unternehmer                                           | 76    |       |
| April     | Johann Michael Albaneder             | österreichischer Bildhauer, Bossierer und Keramiker                          | 61    |       |

## Mai
| Tag     | Name                                        | Beruf, bekannt als                                                                                        | Alter | Beleg |
| ------- | ------------------------------------------- | --- | ----- | ----- |
| 4. Mai  | Leonardo Frullani                           | italienischer Politiker                                                                                   | 67    |       |
| 4. Mai  | Joseph Joubert                              | französischer Moralist und Essayist                                                                       | 69    |       |
| 6. Mai  | Rosa Morandi                                | italienische Opernsängerin (Sopran)                                                                       | 41    |       |
| 9. Mai  | Johann Christoph Grube                      | Kaufmann und Ratsherr der Hansestadt Lübeck                                                               |       |       |
| 9. Mai  | Friedrich Maximilian von Günderrode         | deutscher Jurist und Verwaltungsbeamter                                                                   | 70    |       |
| 9. Mai  | Johann Heinrich Troll                       | Schweizer Maler und Grafiker                                                                              | 67    |       |
| 12. Mai | Jean-François-Aimé Dejean                   | französischer General                                                                                     | 74    |       |
| 14. Mai | Karl Ludwig Berg                            | württembergischer Landtagsabgeordneter                                                                    | 59    |       |
| 15. Mai | Alexander Campbell                          | schottischer Musiker, Schriftsteller sowie Sammler und Bearbeiter schottischer und englischer Volkslieder | 60    |       |
| 15. Mai | Johan Michael Lund                          | Løgmaður der Färöer und Bürgermeister von Bergen                                                          | 70    |       |
| 15. Mai | Johann Philipp von Stadion                  | österreichischer Staatsmann                                                                               | 60    |       |
| 20. Mai | Christian Ludwig Paalzow                    | deutscher Jurist und Schriftsteller                                                                       |       |       |
| 22. Mai | Christoph Friedrich Wilhelm Nopitsch        | deutscher Organist, Komponist und Musikdirektor                                                           | 66    |       |
| 24. Mai | Corbinian Gärtner                           | Salzburger Kirchenrechtler, Rechtshistoriker und Landeshistoriker                                         | 72    |       |
| 24. Mai | Friedrich Wilhelm Curt von Leipziger        | deutscher Beamter und Landrat                                                                             | 63    |       |
| 25. Mai | Carl Friedrich Brügelmann                   | Bürgermeister von Elberfeld                                                                               | 65    |       |
| 25. Mai | Thomas Harris                               | englischer Ballonfahrer und Erfinder                                                                      |       |       |
| 25. Mai | Gottlieb Ringeltaube                        | lutherischer Theologe und Generalsuperintendent in Pommern                                                | 92    |       |
| 26. Mai | Otto von Pirch                              | preußischer Offizier, zuletzt Generalleutnant                                                             | 59    |       |
| 26. Mai | Christian Friedrich zu Stolberg-Wernigerode | Regent über die Grafschaft Wernigerode                                                                    | 78    |       |
| 28. Mai | Hessekiel Hessel                            | deutscher Rabbiner                                                                                        |       |       |
| 28. Mai | Josef Reinhard                              | Schweizer Maler und Zeichner                                                                              | 75    |       |
| 30. Mai | Alojzy Stolpe                               | polnischer Pianist, Musikpädagoge und Komponist                                                           |       |       |

## Juni
| Tag      | Name                                | Beruf, bekannt als                                                                               | Alter | Beleg |
| -------- | ----------------------------------- | ------------------------------------------------------------------------------------------------ | ----- | ----- |
| 3. Juni  | Christian Gottlieb Friedrich Stöwe  | evangelischer Geistlicher und Astronom                                                           | 67    |       |
| 5. Juni  | Ludwig Christian Wilhelm Zwicker    | Bürgermeister von Hannover                                                                       | 61    |       |
| 6. Juni  | Karl Friedrich von Corswant         | preußischer Offizier, zuletzt Generalleutnant                                                    |       |       |
| 10. Juni | Johann Kaspar Coqui                 | Fabrikant und Magdeburger Kommunalpolitiker                                                      | 77    |       |
| 10. Juni | Caesar A. Rodney                    | US-amerikanischer Politiker                                                                      | 52    |       |
| 11. Juni | Johann Georg Friedrich Jacobi       | deutscher Autor, Verleger, Unternehmer und Militärperson                                         | 73    |       |
| 14. Juni | Julien de Lallande Poydras          | US-amerikanischer Politiker                                                                      | 84    |       |
| 15. Juni | Paul Brigham                        | US-amerikanischer Politiker, Jurist und Gouverneur des US-Bundesstaates Vermont                  | 78    |       |
| 16. Juni | Charles-François Lebrun             | Herzog von Piacenza                                                                              | 85    |       |
| 18. Juni | Ferdinand III.                      | Großherzog von Toskana                                                                           | 55    |       |
| 19. Juni | Friedrich von Heydwolff             | deutscher Gutsherr und Abgeordneter                                                              | 76    |       |
| 20. Juni | Johann Friedrich Lohmann            | Schwelmer Kaufmann und Begründer der Wittener Stahlindustrie                                     | 68    |       |
| 21. Juni | Louis-François de Bausset-Roquefort | französischer Geistlicher, Kardinal der katholischen Kirche                                      | 75    |       |
| 22. Juni | Giuseppa Caterina Totti             | Schweizer Äbtissin der Benediktinerinnen                                                         |       |       |
| 23. Juni | Zenobio Maria Benucci               | italienischer Ordensgeistlicher und römisch-katholischer Apostolischer Vikar von Tibet Hindustan | 44    |       |
| 23. Juni | Georg Friedrich Hänle               | deutscher Apotheker                                                                              | 61    |       |
| 23. Juni | Franz Horny                         | deutscher Landschaftsmaler                                                                       | 25    |       |
| 24. Juni | Friedrich Traugott Wettengel        | deutscher lutherischer Theologe                                                                  | 74    |       |
| 26. Juni | Johann Gerhard Helmcke              | deutscher Bäckermeister, Getreidehändler und Grundstücksspekulant                                | 74    |       |
| 26. Juni | August Ludwig Christian Isensee     | deutscher Kirchenlieddichter                                                                     | 80    |       |
| 27. Juni | Wenzel Edler von Ankerberg          | österreichischer Schachspieler, Beamter und Numismatiker                                         |       |       |
| 28. Juni | Hans Henrik von Essen               | schwedischer Reichsmarschall und Staatsmann                                                      | 68    |       |
| 29. Juni | Anton Unternährer                   | Schweizer Schreiner, Wunderdoktor und Sektengründer                                              | 64    |       |

## Juli
| Tag      | Name                          | Beruf, bekannt als                                                  | Alter | Beleg |
| -------- | ----------------------------- | ------------------------------------------------------------------- | ----- | ----- |
| 1. Juli  | Lachlan Macquarie             | britischer Gouverneur der Kolonie New South Wales                   | 62    |       |
| 4. Juli  | Johannes Petrus Minckeleers   | niederländischer Wissenschaftler und Erfinder                       | 75    |       |
| 5. Juli  | Radu Tempea                   | rumänischer orthodoxer Priester, Pädagoge, Grammatiker und Rumänist | 56    |       |
| 6. Juli  | Johann Michael Feder          | deutscher katholischer Geistlicher und Hochschullehrer              | 71    |       |
| 7. Juli  | August Heinrich von Borgstede | preußischer Oberfinanzrat                                           | 66    |       |
| 8. Juli  | Karl Rottmanner               | deutscher Dichter, Philosoph und Politiker                          | 40    |       |
| 9. Juli  | Gisbertus Cornelius de Jong   | niederländischer alt-katholischer Bischof von Deventer              |       |       |
| 9. Juli  | Johan Cornelius Krieger       | dänischer Admiral                                                   | 68    |       |
| 14. Juli | Kamehameha II.                | König von Hawaii (1819–1824)                                        |       |       |
| 17. Juli | Tench Coxe                    | US-amerikanischer Politiker                                         | 69    |       |
| 19. Juli | Agustín de Iturbide           | mexikanischer Feldherr und Politiker                                | 40    |       |
| 19. Juli | Alexander Pearce              | britischer Sträfling und Kannibale                                  |       |       |
| 20. Juli | Joan Melchior Kemper          | niederländischer Rechtswissenschaftler und Politiker                | 48    |       |
| 20. Juli | Maine de Biran                | französischer Philosoph                                             | 57    |       |
| 21. Juli | David Howell                  | US-amerikanischer Jurist und Politiker                              | 77    |       |
| 21. Juli | Rama II.                      | König von Siam (1809–1824)                                          | 56    |       |
| 21. Juli | Hercule Comte de Serre        | Jurist und Politiker                                                | 48    |       |
| 22. Juli | Ernst Gottlob Morgenbesser    | deutscher Richter und Verwaltungsjurist                             | 68    |       |
| 24. Juli | Heinrich Thomas von Karcher   | deutscher Diplomat                                                  | 51    |       |
| 26. Juli | Agustín de Betancourt         | spanischer Ingenieur und russischer General                         | 66    |       |
| 27. Juli | William Rodman                | US-amerikanischer Politiker                                         | 66    |       |
| 28. Juli | James J. Wilson               | US-amerikanischer Politiker                                         |       |       |
| 30. Juli | John Smith                    | US-amerikanischer Politiker (Demokratisch-Republikanische Partei)   |       |       |

## August
| Tag        | Name                              | Beruf, bekannt als                                                                          | Alter | Beleg |
| ---------- | --------------------------------- | ------------------------------------------------------------------------------------------- | ----- | ----- |
| 3. August  | Hieronymus Kamphövener            | deutscher Verwaltungsjurist                                                                 | 67    |       |
| 3. August  | Augustin Monneron                 | französischer Unternehmer, Politiker und Bankier                                            | 67    |       |
| 4. August  | John Hoge                         | US-amerikanischer Politiker                                                                 | 63    |       |
| 6. August  | Johann Peter von Langer           | deutscher Maler                                                                             |       |       |
| 8. August  | Friedrich August Wolf             | deutscher Altphilologe und Altertumswissenschaftler                                         | 65    |       |
| 10. August | Marie François Rouyer             | französischer Divisionsgeneral der Infanterie                                               | 59    |       |
| 12. August | Charles Nerinckx                  | belgisch-US-amerikanischer Missionspriester, Ordensgründer                                  | 62    |       |
| 14. August | Nicolas Lupot                     | französischer Geigenbauer                                                                   | 65    |       |
| 15. August | Carl Arnold Kortum                | deutscher Arzt, Schriftsteller und Heimatforscher                                           | 79    |       |
| 16. August | Francina Broese Gunningh          | niederländische Frau, die als Mann verkleidet als Soldat diente                             |       |       |
| 16. August | Charles Thomson                   | US-amerikanischer Schriftsteller und Politiker irischer Herkunft                            | 94    |       |
| 17. August | Ernst Pastenaci                   | deutscher Musiker und Komponist                                                             | 30    |       |
| 17. August | Johann Christoph Ziemssen         | deutscher lutherischer Theologe, schwedisch-pommerscher Generalsuperintendent               | 76    |       |
| 20. August | Paul Christoph Gottlob Andreä     | deutscher Rechtswissenschaftler                                                             | 51    |       |
| 21. August | Friedrich August Burgmüller       | deutscher Pianist, Kapellmeister und Dirigent sowie städtischer Musikdirektor in Düsseldorf | 64    |       |
| 21. August | John Taylor of Caroline           | US-amerikanischer Politiker (Demokratisch-Republikanische Partei)                           | 70    |       |
| 21. August | Gustav von Schlabrendorf          | deutscher politischer Schriftsteller                                                        | 74    |       |
| 22. August | Johann Georg Hargasser            | deutscher Pharmazeut und Botaniker                                                          |       |       |
| 26. August | Johann Rudolph Chotek von Chotkow | österreichischer Finanzminister und Gubernialpräsident in Böhmen                            | 76    |       |
| 26. August | Reiner Komp                       | Munizipaldirektor und Maire des Kantons Eitorf                                              | 55    |       |
| 27. August | Franz Xaver Schwediauer           | österreichischer Arzt (Venerologe)                                                          | 76    |       |
| 27. August | Johann Christian Woyzeck          | deutscher Mann und Vorlage für die Hauptfigur in Georg Büchners Drama Woyzeck               | 44    |       |
| 31. August | Josef Reymund                     | österreichischer Baumeister und Landschaftsarchitekt                                        | 68    |       |
| August     | Alfred Duvaucel                   | französischer Naturforscher                                                                 |       |       |

## September
| Tag           | Name                                | Beruf, bekannt als                                                   | Alter | Beleg |
| ------------- | ----------------------------------- | -------------------------------------------------------------------- | ----- | ----- |
| 7. September  | Otto Friedrich Ignatius             | deutschbaltischer Maler, Schriftsteller und Komponist                | 30    |       |
| 7. September  | Nicholas Ware                       | US-amerikanischer Politiker                                          |       |       |
| 8. September  | William Prince                      | US-amerikanischer Politiker                                          |       |       |
| 8. September  | Antonio Gabriele Severoli           | italienischer Geistlicher und Kardinal der Römischen Kirche          | 67    |       |
| 9. September  | Balthazar Georges Sage              | französischer Mineraloge und Chemiker                                | 84    |       |
| 11. September | Franz Garenfeld                     | preußischer Verwaltungsbeamter, Landrat                              | 49    |       |
| 11. September | Carl Theodor Hilsenberg             | deutscher Botaniker und Naturforscher                                | 22    |       |
| 13. September | Louis Albert Guislain Bacler d’Albe | französischer Militärtopograf                                        | 62    |       |
| 15. September | Johann Friedrich Braun              | deutscher Oboist und Komponist                                       | 66    |       |
| 15. September | Theodor Steinle                     | deutscher Jurist und Kommunalpolitiker, Bürgermeister von Ingolstadt | 49    |       |
| 16. September | Ludwig XVIII.                       | französischer König                                                  | 68    |       |
| 16. September | Georg Friedrich Rebmann             | deutscher Jurist und Publizist                                       | 55    |       |
| 16. September | Giacomo Tritto                      | italienischer Komponist und Musiklehrer                              | 91    |       |
| 20. September | Ernst von der Malsburg              | deutscher Schriftsteller, Dichter, Übersetzer, Jurist und Gesandter  | 38    |       |
| 23. September | Stephan Hinrich Behncke             | Bürgermeister der Hansestadt Lübeck                                  | 77    |       |
| 27. September | Ludwig Greß                         | österreichischer Orgelbauer                                          | ≈77   |       |
| 30. September | Gerhard von Lommessem               | deutscher Verwaltungsbeamter und Landrat im Kreis Düren              | 43    |       |
| 30. September | George Julius Felix von der Osten   | Landrat des Ostenschen Kreises                                       | 79    |       |
| 30. September | Samuel Nicholas Smallwood           | US-amerikanischer Politiker                                          | 52    |       |

## Oktober
| Tag         | Name                                            | Beruf, bekannt als                                                                      | Alter | Beleg |
| ----------- | ----------------------------------------------- | --------------------------------------------------------------------------------------- | ----- | ----- |
| 1. Oktober  | Siegfried Leberecht Crusius                     | deutscher Verleger, Buchhändler und Landwirt                                            | 86    |       |
| 3. Oktober  | Nicolai Julius Rasmussen                        | dänischer Kaufmann und Inspektor in Grönland                                            | 47    |       |
| 4. Oktober  | Johann Heinrich Michael Andresse                | preußischer Jurist                                                                      | 68    |       |
| 4. Oktober  | Thomas Wilson                                   | US-amerikanischer Politiker                                                             |       |       |
| 7. Oktober  | Thaddäus Rinderle                               | deutscher Mathematiker, Astronom, Benediktiner und Priester                             | 76    |       |
| 7. Oktober  | Friedrich Karl Rumpf                            | deutscher Literaturwissenschaftler, Rhetoriker, evangelischer Theologe und Altphilologe | 52    |       |
| 9. Oktober  | Jonathan Dayton                                 | US-amerikanischer Politiker                                                             | 63    |       |
| 9. Oktober  | Viktor Franz Anton Glutz-Rüchti                 | Schweizer römisch-katholischer Geistlicher                                              | 77    |       |
| 9. Oktober  | Shimizu Hamaomi                                 | japanischer Dichter und Gelehrter                                                       |       |       |
| 10. Oktober | Johann Adolf von Thielmann                      | sächsischer, russischer und preußischer Offizier, zuletzt General der Kavallerie        | 59    |       |
| 15. Oktober | Charles Rich                                    | US-amerikanischer Politiker                                                             | 53    |       |
| 16. Oktober | Johann Christian Gottfried Dressel              | deutscher Pfarrer und Chronist                                                          | 73    |       |
| 16. Oktober | Jean Benoît Schérer                             | französischer Jurist, Historiker, Topograph, Diplomat und Freimaurer                    | 83    |       |
| 17. Oktober | Birgitte Cathrine Boye                          | dänische Dichterin                                                                      | 82    |       |
| 17. Oktober | Mathias Schou                                   | luxemburgischer Musiker und Spielmann                                                   | 77    |       |
| 19. Oktober | Franz Philipp Fenner von Fenneberg              | Feldmarschallleutnant der österreichischen Armee                                        | 65    |       |
| 20. Oktober | Angelo Maria d’Elci                             | italienischer Philologe                                                                 | 73    |       |
| 21. Oktober | Karl van Eß                                     | deutscher Benediktiner und Autor                                                        | 54    |       |
| 24. Oktober | Johann Franz Joseph von Nesselrode-Reichenstein | kurkölnischer Hofratspräsident; Innenminister des Großherzogtums Berg                   | 69    |       |
| 26. Oktober | Christian Friedrich Stromeyer                   | deutscher Chirurg, Hof- und Leibarzt                                                    | 63    |       |
| 27. Oktober | André Thouin                                    | französischer Botaniker                                                                 | 77    |       |
| 28. Oktober | Alexander Nicolaus Scherer                      | deutsch-russischer Chemiker                                                             | 52    |       |
| 29. Oktober | Charles Pinckney                                | US-amerikanischer Politiker                                                             | 67    |       |
| 30. Oktober | Charles Robert Maturin                          | irischer protestantischer Geistlicher                                                   | 44    |       |
| 30. Oktober | Christian Gottlob Pregizer                      | deutscher Theologe                                                                      | 73    |       |

## November
| Tag          | Name                                | Beruf, bekannt als                                                    | Alter | Beleg |
| ------------ | ----------------------------------- | --------------------------------------------------------------------- | ----- | ----- |
| 9. November  | Andreas Mauracher                   | Tiroler Orgelbauer                                                    | 66    |       |
| 9. November  | Jane Savage                         | englische Cembalistin und Komponistin                                 | ≈72   |       |
| 9. November  | Georg Christoph Schlüter            | deutscher Buchdrucker und Verleger                                    |       |       |
| 11. November | Friedrich Wilhelm Oetter            | deutscher evangelischer Pfarrer und Lokalhistoriker                   | 70    |       |
| 14. November | Martin Vignolle                     | französischer Divisionsgeneral und Politiker                          | 61    |       |
| 13. November | Friedrich Wilhelm Heinrich Culemann | deutscher Jurist und Bürgermeister                                    |       |       |
| 15. November | Friedrich von Usedom                | königlich preußischer Generalmajor, Chef des Husaren-Regiments Nr. 10 | 68    |       |
| 16. November | Morris S. Miller                    | US-amerikanischer Jurist und Politiker                                | 45    |       |
| 17. November | Joseph McMinn                       | US-amerikanischer Politiker und fünfter Gouverneur von Tennessee      | 66    |       |
| 18. November | Samuel Farrow                       | US-amerikanischer Politiker                                           |       |       |
| 20. November | Carl Axel Arrhenius                 | schwedischer Artillerie-Offizier sowie Amateur-Geologe und Chemiker   | 67    |       |
| 22. November | François Levaillant                 | französischer Ornithologe                                             | 71    |       |
| 22. November | Lewis Morris                        | US-amerikanischer Politiker                                           |       |       |
| 22. November | Paul Reinhart                       | Schweizer Freiheitskämpfer                                            | 76    |       |
| 22. November | Georg Walter Vincent von Wiese      | reußischer Staatsmann                                                 | 55    |       |
| 23. November | Fjodor Jakowlewitsch Alexejew       | russischer Maler und Professor                                        |       |       |
| 23. November | Matthäus von Collin                 | österreichischer Schriftsteller                                       | 45    |       |
| 24. November | Johann Georg Christian Frye         | deutscher Landschaftsmaler                                            |       |       |
| 29. November | Maria Maddalena dell’Incarnazione   | italienische Ordensgründerin und Selige                               | 54    |       |
| 30. November | Pierre Alexandre le Camus           | Politiker und Staatsmann                                              | 50    |       |
| 30. November | Luigi Mosca                         | italienischer Komponist und Gesangslehrer                             |       |       |
| November     | John Harris                         | US-amerikanischer Politiker                                           | 64    |       |

## Dezember
| Tag          | Name                                    | Beruf, bekannt als                                                                   | Alter | Beleg |
| ------------ | --------------------------------------- | ------------------------------------------------------------------------------------ | ----- | ----- |
| 5. Dezember  | Jeremiah Cosden                         | US-amerikanischer Politiker                                                          |       |       |
| 5. Dezember  | Anne Louise de Jouy Brillon             | französische Cembalistin, Pianistin und Komponistin                                  | 79    |       |
| 5. Dezember  | Friedrich Carl Adolf von Lindemann      | deutscher Offizier                                                                   | 53    |       |
| 5. Dezember  | Caspar Josef Lizius                     | deutscher Kirchenmusiker, Hofsekretär, Domkapellmeister, Musikdirektor, Domkomponist |       |       |
| 5. Dezember  | Charles Mannay                          | Bischof von Trier, Bischof von Auxerre und Rennes                                    | 79    |       |
| 7. Dezember  | Vincenz Maria von Kolowrat-Liebsteinsky | österreichischer Feldzeugmeister und Großprior                                       | 74    |       |
| 9. Dezember  | Anne-Louis Girodet-Trioson              | französischer Maler                                                                  | 57    |       |
| 10. Dezember | Peder Anker                             | norwegischer Staatsminister in Stockholm                                             | 75    |       |
| 13. Dezember | Christian Heinrich Gmelin               | deutscher Rechtswissenschaftler                                                      | 43    |       |
| 13. Dezember | Jakob Strucker                          | Mautschreiber und Freiheitskämpfer                                                   | 63    |       |
| 14. Dezember | Johannes Waldner                        | Vertreter der Hutterer                                                               |       |       |
| 15. Dezember | Thomas Henderson                        | US-amerikanischer Politiker                                                          | 81    |       |
| 16. Dezember | Pierre Margaron                         | französischer General der Kavallerie                                                 | 59    |       |
| 17. Dezember | Pierre Guillaume Gicquel des Touches    | französischer Marineoffizier und Generaladjutant                                     | 54    |       |
| 17. Dezember | Johann Arnold Kanne                     | deutscher Schriftsteller, Mythologe und Sprachforscher (Orientalist)                 |       |       |
| 19. Dezember | Johann Christian Klengel                | deutscher Radierer und Maler                                                         | 73    |       |
| 21. Dezember | James Parkinson                         | britischer Arzt, Apotheker und Paläontologe                                          | 69    |       |
| 22. Dezember | Georges de Rougemont                    | Schweizer Jurist und Politiker                                                       | 66    |       |
| 23. Dezember | Ferdinand Stucker                       | deutscher Jurist und Offizier                                                        | 52    |       |
| 24. Dezember | Johann Christoph von Aretin             | deutscher Publizist, Historiker, Bibliothekar und Jurist                             | 52    |       |
| 24. Dezember | John Downman                            | englischer Maler                                                                     |       |       |
| 24. Dezember | Pushmataha                              | Häuptling der Choctaw-Indianer                                                       |       |       |
| 25. Dezember | John Deane, 2. Baron Muskerry           | irischer Peer und Offizier der britischen Armee                                      | 54    |       |
| 25. Dezember | Juliane von Krüdener                    | livländisch-deutsche Adelige und pietistische Schriftstellerin                       | 60    |       |
| 27. Dezember | Carl Friedrich Hofacker                 | evangelischer Theologe, Pfarrer und Dekan in Württemberg                             | 66    |       |
| 28. Dezember | Charles Pictet de Rochemont             | Schweizer Diplomat, Politiker und Offizier                                           | 69    |       |
| 29. Dezember | Joseph Albert Bacler d’Albe             | französischer Militärtopograf                                                        | 35    |       |
| 29. Dezember | Kilian Gubitz                           | römisch-katholischer Geistlicher                                                     | 73    |       |

## Datum unbekannt
| Tag | Name                       | Beruf, bekannt als                                                               | Alter | Beleg |
| --- | -------------------------- | -------------------------------------------------------------------------------- | ----- | ----- |
|     | Mah Laqa Bai               | indische Poetin, Kurtisane und Philanthropin                                     |       |       |
|     | Marianne Böheim            | deutsche Theaterschauspielerin                                                   |       |       |
|     | Richard Brothers           | Marineoffizier, Begründer des Anglo-Israelismus                                  |       |       |
|     | David Bushnell             | US-amerikanischer Erfinder                                                       |       |       |
|     | Nicolas Dubois de Chémant  | französischer Zahnarzt                                                           |       |       |
|     | Leonhard Eisenschmied      | Kärntner Reisender und Abenteurer                                                |       |       |
|     | Joseph Geist               | österreichischer Uhrmacher                                                       |       |       |
|     | Gottlieb Haase             | deutscher Buchdrucker und -händler                                               |       |       |
|     | Peter Mittell              | deutscher Theaterschauspieler und -regisseur                                     |       |       |
|     | Antonio Nariño             | Militärführer bei den südamerikanischen Unabhängigkeitskriegen                   |       |       |
|     | Paul-François de Noailles  | französischer Naturforscher                                                      |       |       |
|     | Fredrik Magnus Piper       | schwedischer Architekt                                                           |       |       |
|     | George Powell              | britischer Robbenjäger und Entdecker der Südlichen Orkneyinseln in der Antarktis |       |       |
|     | Johann Gottlieb Schlaetzer | deutscher Architekt                                                              |       |       |
|     | Wilhelm Stich              | deutscher Theaterschauspieler                                                    |       |       |
|     | Hans Wilhelm von Thümmel   | deutscher Minister und Diplomat                                                  |       |       |
|     | Alexander Uber             | deutscher Komponist                                                              |       |       |
|     | Philip Vaughan             | Erfinder                                                                         |       |       |